# Joe McElderry
Joe McElderry er en engelsk sanger som vandt sæson 6 af det britiske udgave af X Factor.

## Diskografi
- Wide Awake (2010)
- Classic (2011)
- Classic Christmas (2011)
- Here's What I Believe (2012)
- Saturday Night at the Movies (2017)